# Abraham Sutro

Abraham Sutro

Abraham Sutro (5. Juli 1784 in Erlangen-Bruck – 10. Oktober 1869 in Münster) war ein profilierter Vertreter der jüdischen Orthodoxie und der erste Landesrabbiner in der preußischen Provinz Westfalen.

## Leben
Abraham Sutro besuchte die Talmudschulen in Fürth und Prag. Anschließend war er zunächst als Hauslehrer in Prag, Aschaffenburg und Kassel tätig, bevor er dort eine Festanstellung als jüdischer Religionslehrer erhielt. Als 1815 Westfalen an Preußen fiel, ernannte ihn der spätere erste Oberpräsident der in der Entstehung begriffenen Provinz Westfalen, Ludwig von Vincke, provisorisch zum Oberrabbiner von Münster, der Grafschaft Mark und der Grafschaft Limburg (später kam Paderborn hinzu). Zuvor hatte er sich Vincke durch preußisch-patriotische Predigten empfohlen.
Während seiner langen Amtszeit profilierte sich Sutro als herausragender Vertreter der orthodoxen Richtung. Doch bis 1830 hatte er sich Neuerungen durchaus offen gezeigt: So hatte er auf Deutsch gepredigt und in Synagogen Orgeln und Konfirmationsfeiern nach protestantischem Vorbild zugelassen. Als Landesrabbiner – obgleich seine Position juristisch nie voll anerkannt wurde – verfolgte er eine andere Politik: Er pochte auf kulturelle Eigenständigkeit der jüdischen Minderheit, die sich nicht mit der christlichen Mehrheitsgesellschaft vermischen sollte. Gleichzeitig kämpfte er für rechtliche Gleichbehandlung, die in Preußen erst in seinem Todesjahr voll erreicht werden konnte. Sutro setzte sich als Landesrabbiner für die Erhaltung des altjüdischen Ritus ein und trat dem Reformjudentum und seinem westfälischen Wortführer Alexander Haindorf entgegen. Zwischen Sutro und Haindorf entwickelte sich eine lebenslange Rivalität, aber trotz gegensätzlicher religiöser Positionen pflegte Sutro intensiven Kontakt mit Haindorf.
Zwischen 1836 und 1864 erschien sein bedeutendstes Werk „Milchamot Haschem“ („Kämpfe des Ewigen“) in vier Bänden. Gegen Ende seines Lebens, je stärker sich die Reformbewegung in Münster durchsetzte, geriet Sutro immer mehr in die Isolation. Anlässlich seines 50. Amtsjubiläums verlieh König Friedrich Wilhelm IV. ihm den Roten Adlerorden vierter Klasse. Sutro starb am 10. Oktober 1869 in Münster und wurde auf dem jüdischen Friedhof bestattet. Sein Grab ist erhalten und trägt die deutsche Inschrift:

„Hier ruhet der Herr Oberrabbiner Abraham Sutro Ritter des roten Adlerordens geb. zu Bruck in Baiern im Jahre 1784 gest. 10. October 1869. Er war in Westfalen 54 Jahre lang ein treuer Lehrer und Kämpfer für Israel.“

Bei der wissenschaftlichen Dokumentation des jüdischen Friedhofs in Münster wurde auch die fragmentarische Platte der hebräischen Inschrift wiedergefunden. Durch einen Zuschuss der „Vereinigung Niederdeutsches Münster“ konnte der Stein 2016 restauriert und die wiedergefundene Platte angebracht werden. Die erhaltene Inschrift lautet in Übersetzung:

„… 544 nach kleiner Zählung in Bruck, und er lehrte in Beverungen vier Jahre, in Warendorf ein (Jahr), in Kamen ein (Jahr), und schließlich hier 52 Jahre, und er starb am 5. Marcheschwan 630, und er suchte Gutes für sein Volk (vgl. Est 10,3). Seine Seele sei eingebunden in das Bündel des Lebens.“